# Victoria Park (Sydney)
Pour les articles homonymes, voir Parc Victoria.
Victoria Park est un parc urbain de 9 hectares situé au croisement de Parramatta Road (en) et de City Road (en), à Camperdown, dans la ville de Sydney, en Nouvelle-Galles du Sud, en Australie. Le parc est situé à côté de l'université de Sydney et du centre commercial Broadway (en).
Devenu parc en 1870, Victoria Park, ainsi que l'université de Sydney et ses collèges universitaires associés, ont été inscrits au registre du patrimoine de l'État de la Nouvelle-Galles du Sud (en) le 31 août 2018.